# Alistipes
Alistipes ist eine Gattung von Bakterien. Die Typusart ist Alistipes putredinis.

## Erscheinungsbild
Die Zellen sind gerade oder leicht gekrümmte Stäbchen. Der Durchmesser liegt bei 0,2 bis 0,9 µm, die Länge bei 0,5 bis 4 µm. Der Gram-Test ist negativ. Sie sind nicht beweglich. Sporen werden nicht gebildet. Die Zellen treten meist alleine oder in Paaren auf. Bei Alistipes finegoldii können auch längere Filamente auftreten. Alistipes ist obligat anaerob. Der Katalase-Test verläuft bei den meisten Art positiv, negativ verläuft er z. B. bei Alistipes putredinis.

## Wachstum und Stoffwechsel
Optimales Wachstum zeigt sich bei 37 °C. Alistipes ist chemo-organotroph. Der Stoffwechsel ist die Fermentation. Die Produkte sind Succinylsäure (Bernsteinsäure) und geringe Mengen von Essigsäure. Die Art Alistipes putredinis ist als Ausnahme saccharolytisch, das heißt, sie ist in der Lage, Kohlenhydrate zu verdauen, und nicht pigmentbildend.

## Vorkommen
Alistipes kommt im Darm von Menschen und Tieren vor. Selten tritt es pathogen auf, so wurde es bei Infektionen des Bauchraums nachgewiesen.

## Systematik
Aufgrund von 16S-rRNA Analysen wird die Gattung Alistipes zu der Familie Rikenellaceae innerhalb der Ordnung Bacteroidales in der Abteilung Bacteroidetes gestellt. Es folgt eine Liste einiger Arten:
- Alistipes finegoldii Rautio et al. 2003
- Alistipes ihumii Pfleiderer et al. 2017
- Alistipes indistinctus Nagai et al. 2010
- Alistipes inops Shkoporov et al. 2015
- Alistipes onderdonkii Song et al. 2006
- Alistipes putredinis (Weinberg et al. 1937) Rautio et al. 2003
- Alistipes shahii Song et al. 2006
- Alistipes timonensis Lagier et al. 2014